# Гурон (округ, Мічиган)
Шаблон:StateAbbr_ 43°52′00″ пн. ш. 83°02′00″ зх. д. / 43.866666666667° пн. ш. 83.033333333333° зх. д.
Округ  Гурон (англ. Huron County) — округ (графство) у штаті Мічиган, США. Ідентифікатор округу 26063.

## Історія
Округ утворений 1840 року.

## Демографія
За даними перепису 
2000 року 
загальне населення округу становило 36079 осіб, зокрема міського населення було 3995, а сільського — 32084.
Серед мешканців округу чоловіків було 17846, а жінок — 18233. В окрузі було 14597 домогосподарств, 10141 родин, які мешкали в 20430 будинках.
Середній розмір родини становив 2,95.
Віковий розподіл населення поданий у таблиці:
| Стать    | До 15 років | 15-21 | 22-29 | 30-39 | 40-49 | 50-65 | 65-85 | Понад 85 |
| -------- | ----------- | ----- | ----- | ----- | ----- | ----- | ----- | -------- |
| Чоловіки | 3583        | 1708  | 1307  | 2327  | 2822  | 3066  | 2776  | 257      |
| Жінки    | 3413        | 1467  | 1290  | 2263  | 2633  | 3194  | 3384  | 589      |

## Суміжні округи
- Сенілак — південний схід
- Тускола — південний захід

## Виноски
1. ↑  US Decennial Census. US Census Bureau. Архів оригіналу за 26 квітня 2015. Процитовано 25 вересня 2014.
2. ↑  Historical Census Browser. University of Virginia Library. Архів оригіналу за 11 серпня 2012. Процитовано 25 вересня 2014.
3. ↑  Population of Counties by Decennial Census: 1900 to 1990. US Census Bureau. Архів оригіналу за 15 лютого 2015. Процитовано 25 вересня 2014.
4. ↑  Census 2000 PHC-T-4. Ranking Tables for Counties: 1990 and 2000 (PDF). US Census Bureau. Архів оригіналу (PDF) за 18 грудня 2014. Процитовано 25 вересня 2014.
5. ↑  State & County QuickFacts. US Census Bureau. Архів оригіналу за 6 червня 2011. Процитовано 27 серпня 2013.(англ.) Наведено за англійською вікіпедією.
6. ↑  American FactFinder. Бюро перепису населення США. Архів оригіналу за 21 травня 2008. Процитовано 31 січня 2008.

| США | Це незавершена стаття з географії США. Ви можете допомогти проєкту, виправивши або дописавши її. |